# Zotye 2008
Zotye 2008 — мини-кроссовер, выпускаемый китайской компанией Zotye в 2005—2016 годах с рестайлингом в 2013 году. Рестайлинговая версия получила индекс Zotye 5008, а на экспортных рынках была известна, как Nomad и Hunter. Автомобиль назван в честь Летних Олимпийских игр 2008 в Пекине и имеет проектный индекс XS6402.

## Особенности
Автомобиль Zotye 2008 оснащался четырёхцилиндровыми двигателями Mitsubishi 4G13 и Mitsubishi 4G15 с прямым впрыском топлива. Zotye 2008 оснащался двигателем объёмом 1,3 литра, мощностью 65 кВт и крутящим моментом 115 Н·м. Максимальная скорость ограничена до 140 км/ч.
Zotye 5008 оснащался четырёхцилиндровым, шестнадцатиклапанным двигателем объёмом 1,5 литра, мощностью 78 кВт и крутящим моментом 134 Н·м. В моторную гамму также входил двигатель Mitsubishi 4G18 объёмом 1,6 литра. Максимальная скорость ограничена до 145 км/ч.

## Продажи
Первоначально с 2008 года автомобиль Zotye 2008 продавался в Южной Африке под индексами Nomad и Hunter. Затем с 2009 года автомобиль продавался в Индии с двигателями от Peugeot. С 2012 года на автомобиль устанавливался двигатель Multijet объёмом 1,3 литра.

## Галерея

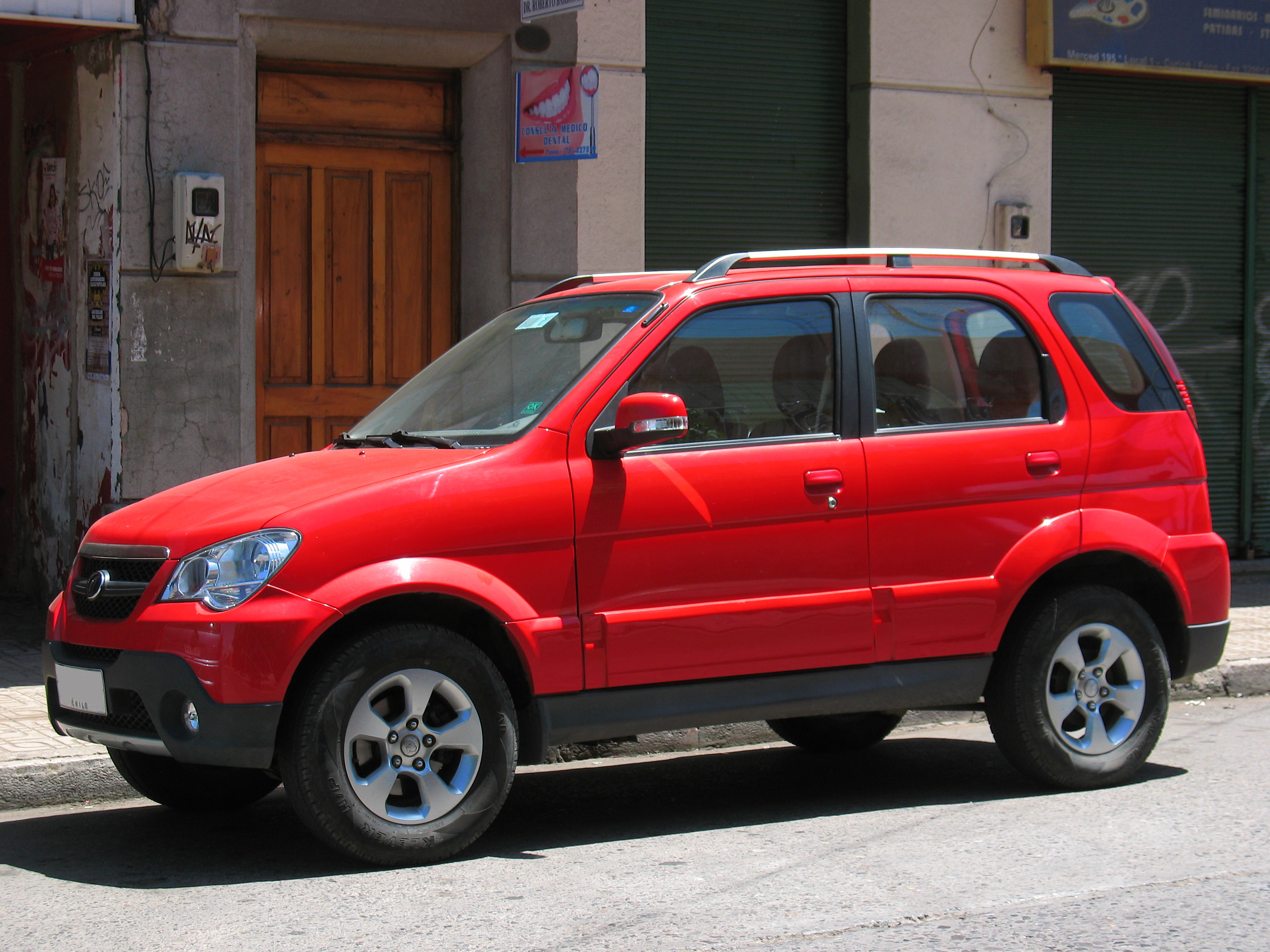
Zotye Hunter
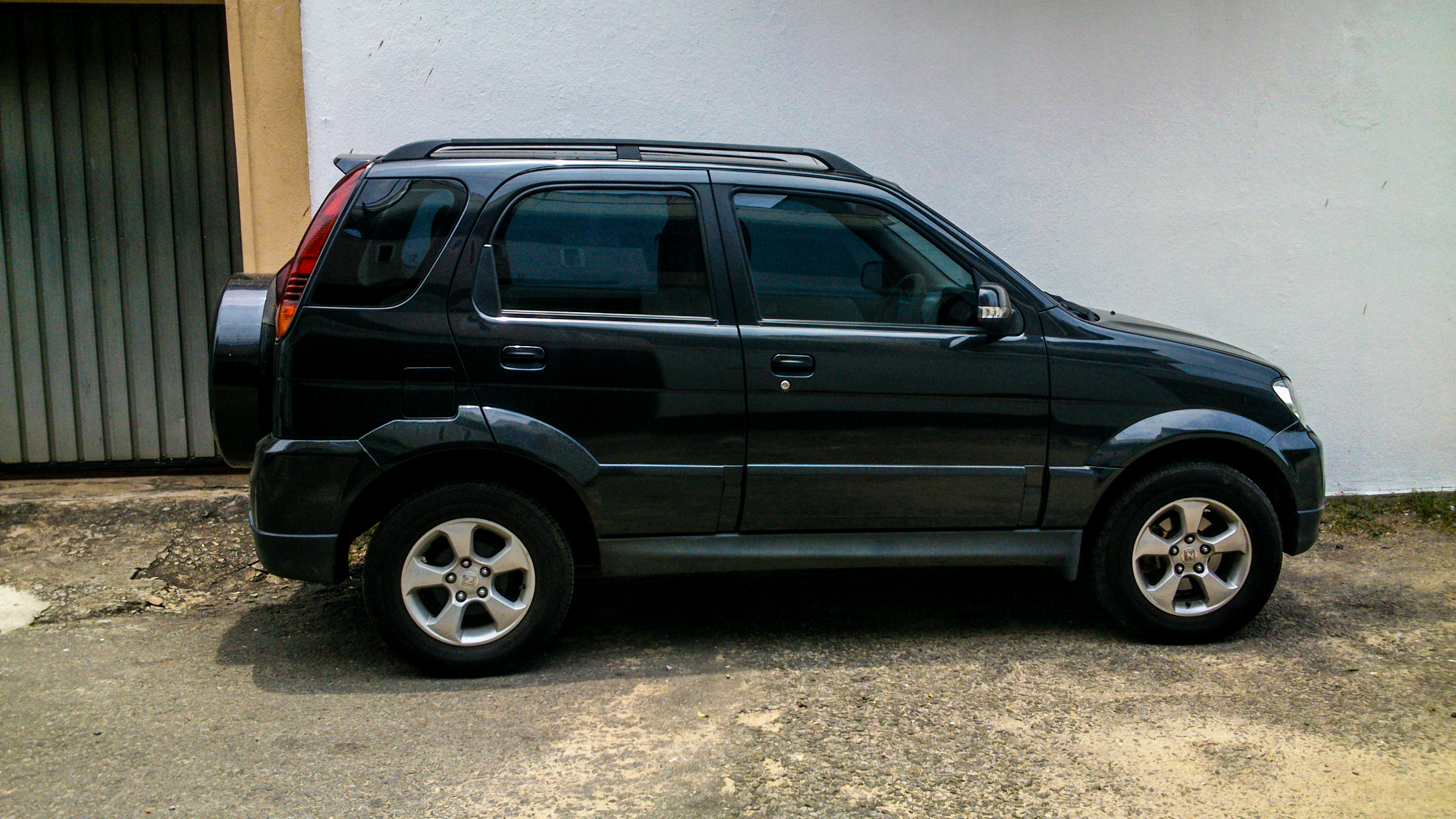
Zotye Nomad
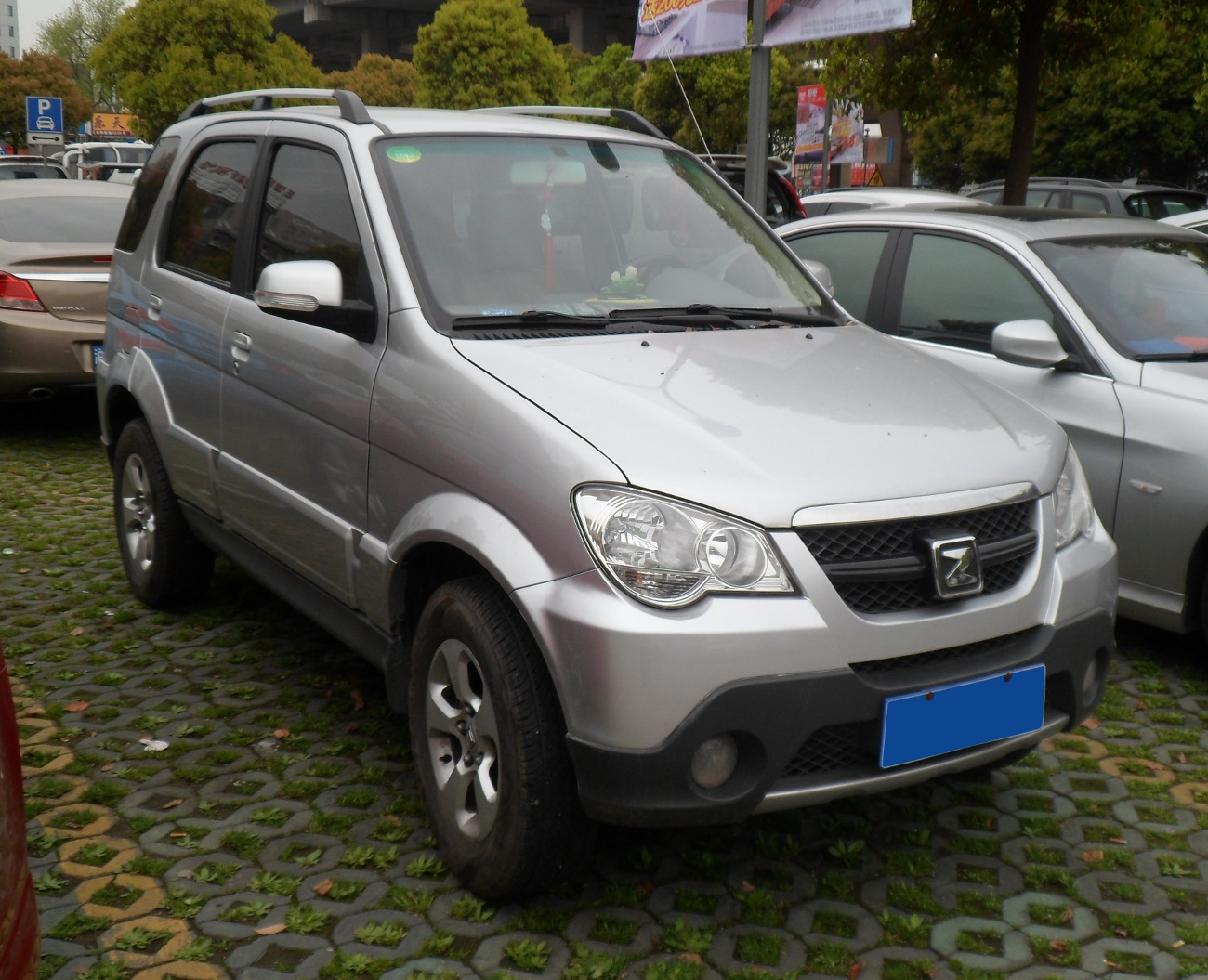
Zotye 5008
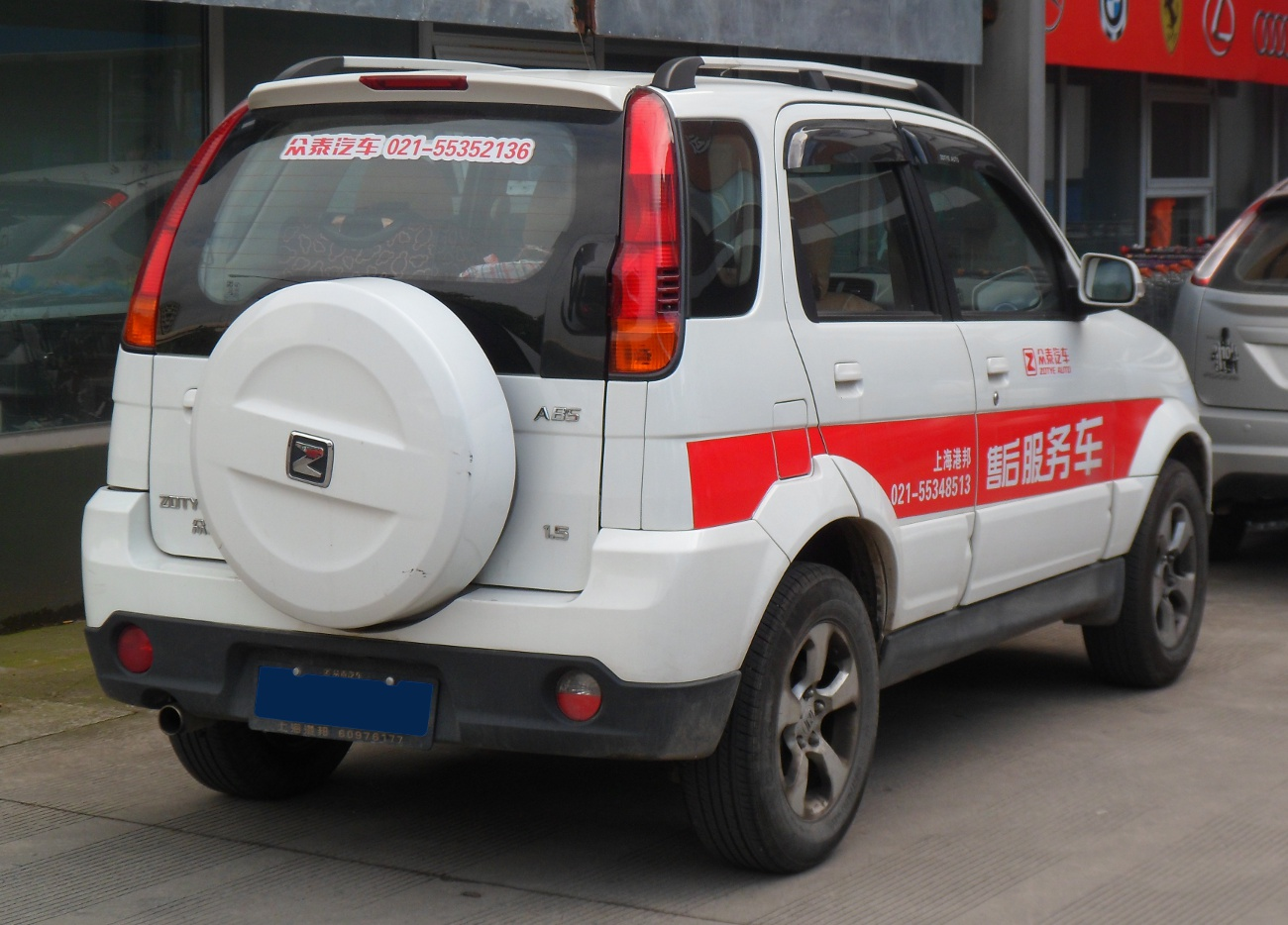
Zotye 5008
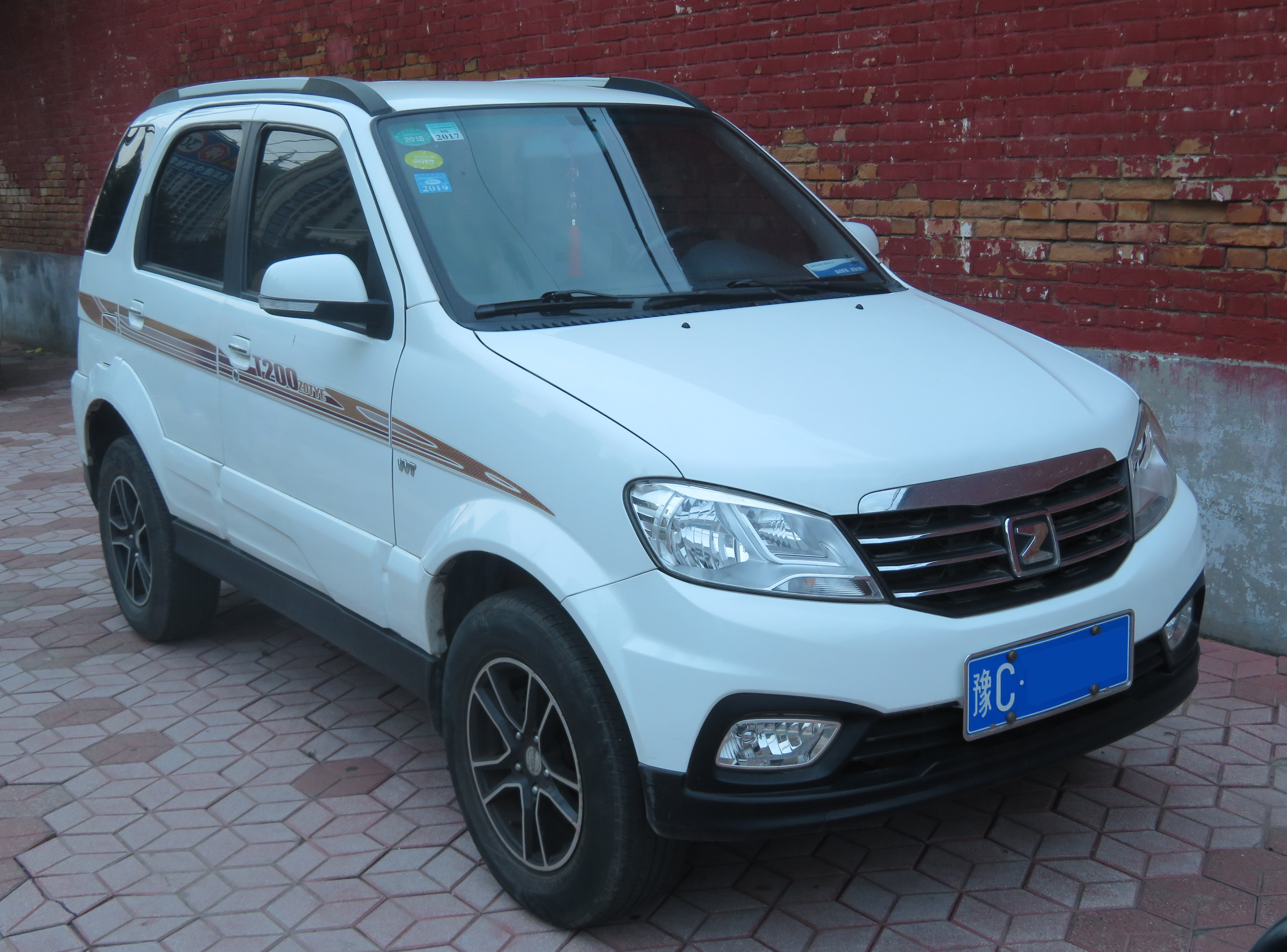
Zotye T200
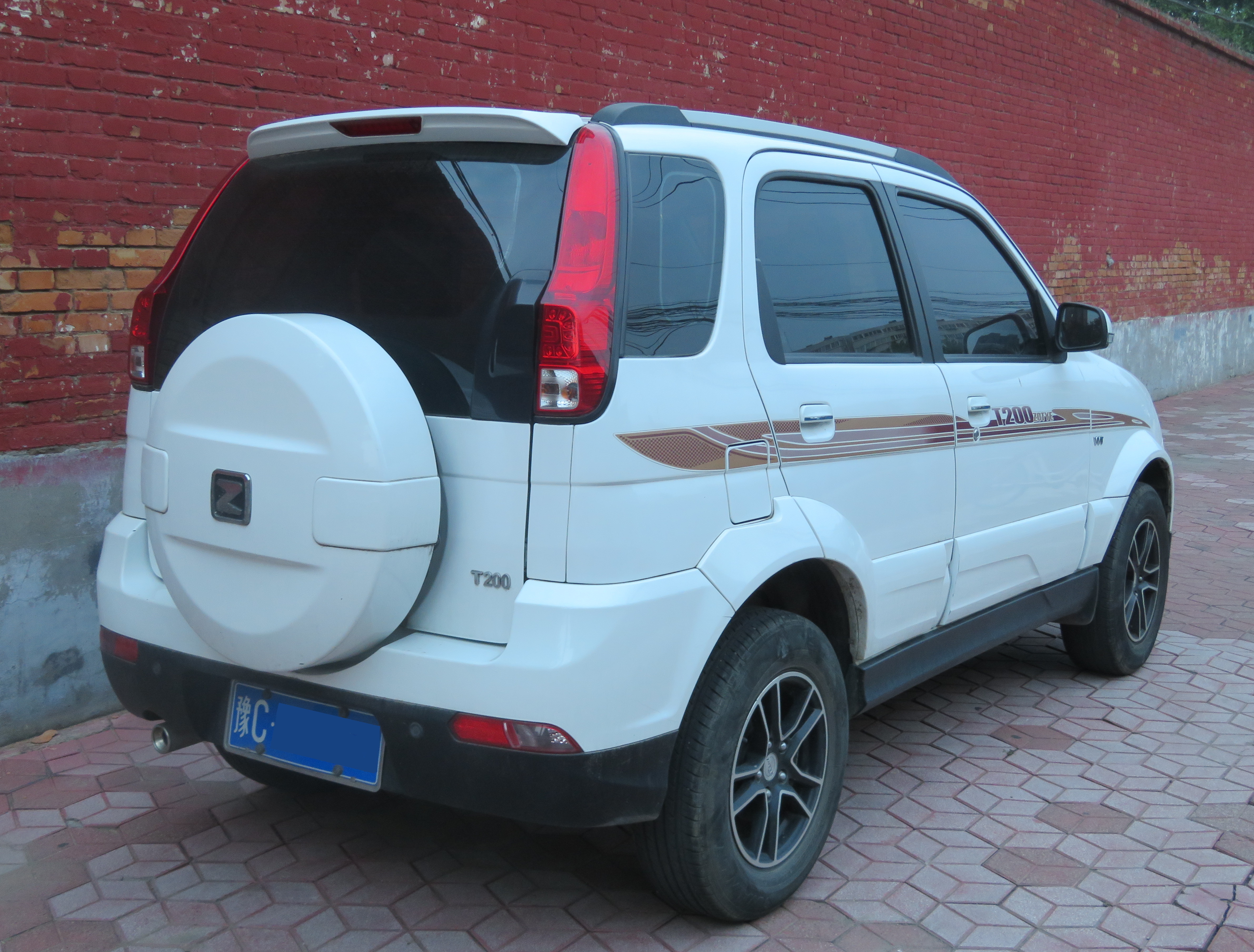
Zotye T200
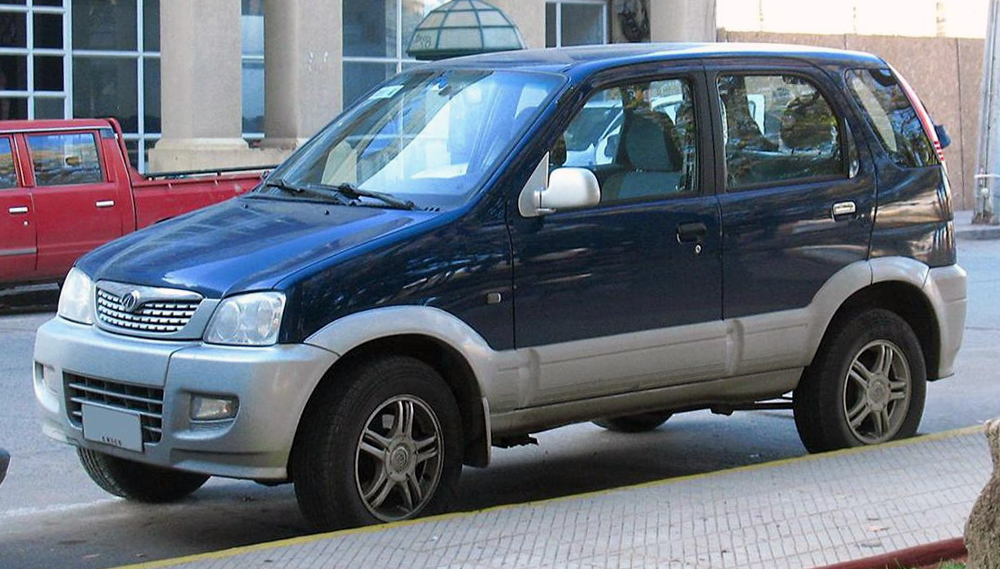
Autorrad Outsider
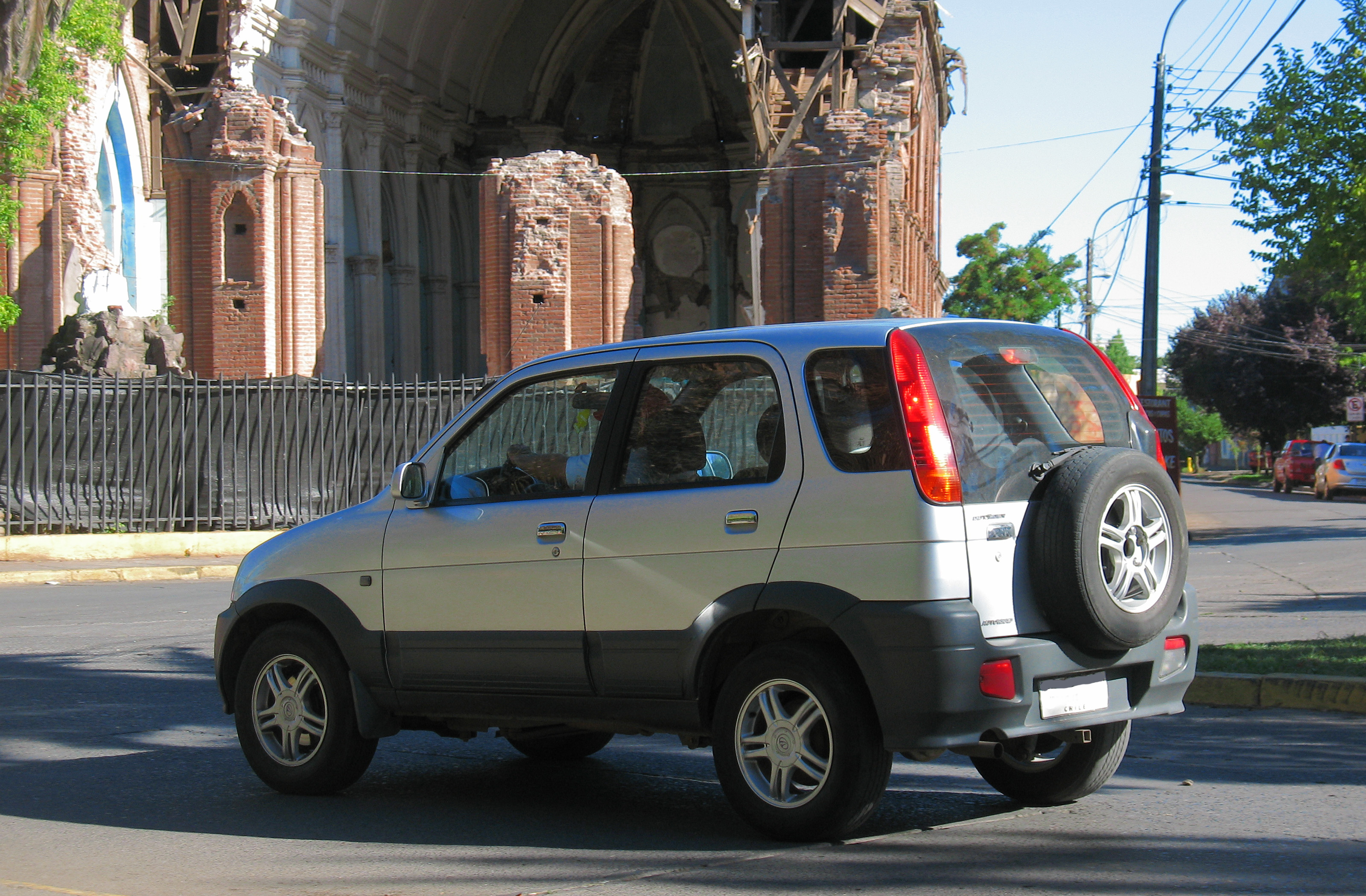
Autorrad Outsider
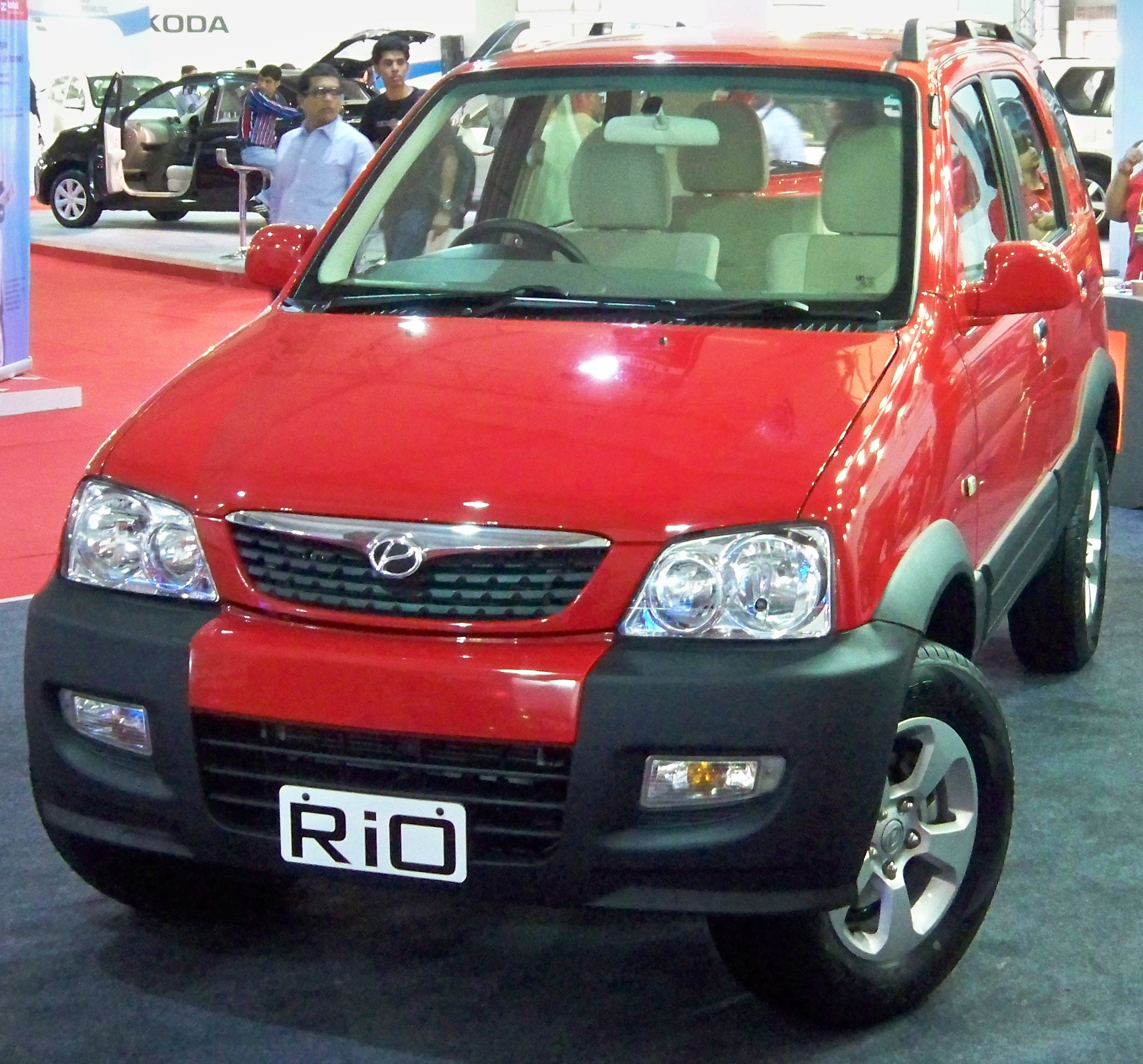
Premier Rio